# Торгова вигода
В економічній науці торгові вигоди — чисті вигоди для економічних агентів від того, що вони отримують можливість збільшити обсяг добровільної торгівлі один з одним. З технічної точки зору вони являють собою збільшення споживчого профіциту плюс профіцит виробника  від зниження тарифів  чи іншої лібералізації торгівлі.

## Динаміка
Вигоди від торгівлі зазвичай описуються як результат:
- спеціалізації виробництва на основі поділу праці, ефекту масштабу, масштабу і агломерації[2] і відносної доступності факторних ресурсів за видами продукції, що випускається по господарствам, підприємствам, розташування[3] і економікам;
- результуючого збільшення загальних виробничих можливостей;
- торгівлі через ринки від продажу одного виду продукції для інших, більш високо цінують товарів.[4]

Ринкові стимули, такі як відображені в цінах на продукцію і вводяться ресурси, теоретично використовуються для залучення факторів виробництва, включаючи робочу силу, в діяльність, засновану на порівняльних перевагах. Потім власники факторів виробництва використовують свій зрослий дохід від такої спеціалізації для придбання більш цінних товарів, які в іншому випадку були б більш дорогими, ніж у іншого виробника, і таким чином отримують прибуток від торгівлі. Ця концепція може бути застосована до всієї економіки для альтернатив автаркії (відсутність торгівлі) або торгівлі. Мірою загальних вигод від торгівлі є сума надлишків споживачів і прибутків виробників або, більш грубо, збільшення обсягу виробництва в результаті спеціалізації виробництва з подальшою торгівлею. Вигоди від торгівлі можуть також ставитися до чистих вигод для країни від зниження торгових бар'єрів, таких як тарифи на імпорт.
Давид Рікардо в 1817 році вперше чітко сформулював і довів принцип порівняльної переваги, назвавши його "фундаментальним аналітичним поясненням" джерела прибутку від торгівлі. Але після публікації книги Адама Сміта "Дослідження про природу і причини багатства народів" в 1776 році широко стверджувалося, що при наявності конкуренції і відсутності ринкових спотворень такі вигоди є позитивними в просуванні до вільної торгівлі і відмову від автаркії або непомірно високих імпортних тарифів. Суворі ранні сучасні твердження про умови, при яких виконується це положення, можна знайти у Самуельсона в 1939 і 1962 роках. Для аналітично прослеживаемого загального випадку моделі Ерроу-Дебре в 1972 році з'явилися формальні докази для визначення стану відсутності тих, хто програв при переході від автаркії до вільної торгівлі.
З цього не випливає, що відсутність тарифів - це найкраще, що може зробити економіка. Навпаки, велика економіка могла б встановлювати податки і субсидії в свою користь за рахунок інших економік. Пізніші результати Кемпа та інших показали, що в світі Ерроу-Дебре з системою одноразових компенсаційних механізмів, відповідних Митного союзу для даної підмножини країн (описуваного вільною торгівлею між групою економік і загальним набором тарифів), існує загальний набір світових тарифів, такий, що ні одна країна не опиниться в гіршому становищі, ніж в меншому Митному союзі. Пропозиція полягає в тому, що якщо Митний союз має переваги для економіки, то існує Всесвітній Митний союз, який принаймні так само гарний для кожної країни в світі.

## Вимірювання
Класичні економісти стверджують, що існує два методи вимірювання вигод від торгівлі: 
1. міжнародна торгівля збільшує національний дохід, що допомагає нам отримувати імпорт за низькими цінами;
2. вигоди вимірюються в термінах торгівлі. Для вимірювання вигод від торгівлі вимагає порівняння собівартості виробництва в одній країні з собівартістю виробництва в іншій країні для одного і того ж продукту. Однак дуже важко отримати знання про собівартість виробництва і вартості імпорту в тій чи іншій країні. Тому метод визначення умов торгівлі є кращим для вимірювання вигод від торгівлі.

## Фактори, що впливають на прибуток
Існує кілька факторів, які визначають вигоди від міжнародної торгівлі:
1. Відмінності в співвідношенні витрат: вигоди від міжнародної торгівлі залежать від співвідношення витрат, обумовлених відмінностями в порівняльних співвідношеннях витрат в двох торгуючих країнах. Чим менше різниця між обмінним курсом і витратами виробництва, тим менше вигоди від торгівлі і навпаки.
2. Попит і пропозиція: якщо країна має еластичний попит і пропозицію, то вигоди від торгівлі вище, ніж якби попит і пропозиція були нееластичними.
3. Наявність факторів виробництва: Міжнародна торгівля заснована на спеціалізації, а країна спеціалізується в залежності від наявності факторів виробництва. Це призведе до збільшення внутрішніх коефіцієнтів витрат і, отже, вигод від торгівлі.
4. Розмір країни: якщо країна мала за розміром, то їм відносно легко спеціалізуватися на виробництві одного товару і експортувати надлишки продукції в більшу країну, а також отримувати більше прибутку від міжнародної торгівлі. Тоді як якщо країна велика за розміром, то вони повинні спеціалізуватися на більш ніж один товар, тому що надлишкове виробництво тільки одного товару не може бути повністю експортовано в малу країну, так як попит на товар буде дуже часто скорочуватися. Так що чим менше розмір країни, тим більше вигода від торгівлі.
5. Умови торгівлі: вигоди від торгівлі будуть залежати від умов торгівлі. Якщо співвідношення витрат і умови торгівлі будуть ближче один до одного, то більше буде виграшів від торгівлі країн-учасниць.
6. Продуктивна ефективність: підвищення виробничої ефективності країни також визначає її вигоди від торгівлі, оскільки вона знижує собівартість виробництва і ціну товарів. В результаті країна-імпортер виграє від імпорту дешевих товарів.

## Статичні і динамічні вигоди від торгівлі
Прибуток від торгівлі можна розділити на статичну і динамічну прибуток від угод. Статичний приріст означає збільшення соціального добробуту в результаті максимізації національного виробництва за рахунок оптимального використання факторних ресурсів країни. Динамічні вигоди від торгівлі - це ті вигоди, які прискорюють економічне зростання країн-учасниць.
Статичні вигоди є результатом роботи теорії порівняльних витрат в області зовнішньої торгівлі. Виходячи з цього принципу, країни оптимально використовують наявні у них ресурси, з тим щоб їх національний випуск був більше, що також підвищує рівень соціального добробуту в країні. Коли відбувається впровадження зовнішньої торгівлі в економіку, то результат називається статичними вигодами від торгівлі.
Динамічні вигоди від торгівлі пов'язані з розвитком економіки. Спеціалізація країни на виробництві найбільш придатних товарів, що призводить до великого обсягу якісної продукції, що сприяє зростанню. Таким чином, розширення внутрішнього ринку на зовнішній ринок прискорить економічне зростання.

## Рекомендації
- Jagdish N. Bhagwati, Arvind Panagariya, and TN Srinivasan, 1998, 2nd ed. Lectures on International Trade , ch. 18 & 19, pp. 265-79.
- Giovanni Facchini and Gerald Willmann, 2001.. "Pareto Gains from Trade," Economia Politica, pp. 207-216. Тисяча дев'ятсот дев'яносто дев'ять preprint version.
- Murray C. Kemp, 1995. The Gains from Trade and the Gains From Aid : Essays in International Trade Theory.
- Paul R. Krugman, 1987. "Is Free Trade Passé?" Journal of Economic Perspectives, 1 (2), pp. 131-144.
- Joy Mazumdar, 1996.. "Do Static Gains from Trade Lead to Medium-Run Growth?" Journal of Political Economy, 104 (6), 1996, p p. +1328 -1337.
- Dr, Mrs. Mangla P. Jahgle, Dr. Mrs. Madhura Joshi, Mrs. Sumati V. Shinde, "International Economics", ed 2008, ch 5, pp 122-125
- ML Jhingan, "International Economics", ed 2008, ch 16, pp 155
- KK Dewett, "Modern Economic Theory", 2008, ch 55, pp 671-672

## Зовнішні посилання
- Gains from Trade, from "International Trade," Arnold Kling
- Summary: Main Points on Economic Efficiency and the Gains from Trade , including graphs for consumer surplus and producer surplus
- , Gains from internal trade
- Oscar Volij